# 比康格阿奥恩
比康格阿奥恩（Bhikangaon），是印度中央邦West Nimar县的一个城镇。总人口14297（2001年）。

## 人口
该地2001年总人口14297人，其中男性7410人，女性6887人；0—6岁人口2127人，其中男1123人，女1004人；识字率68.82%，其中男性为75.41%，女性为61.72%。